# استاد الهلال
استاد الهلال ويطلق عليه أحياناً استاد الجوهرة الزرقاء هو ملعب متعدد الاستخدام ويقع في أم درمان، السودان. غالباً ما يتم استخدامه لمباريات كرة القدم. ويعتبر الملعب الرئيس لنادي الهلال السوداني. بني يوم 4 ديسمبر 1964 وسعته تقارب 60,000 جالس وربما تصل سعتة إلى أكثر من 65,000 متفرج في المباريات الهامة

## تجديد الملعب
في العام 2018 تم تجديد الملعب بالكامل في عهد رئيس الهلال أشرف سيد أحمد وزيادة عدد المقاعد من 25 ألف إلى 60 ألف متفرج ليصير الملعب الأكبر استيعاباً للجماهير في السودان، وقام بتغيير اسم الملعب إلى «استاد الجوهرة الزرقاء». وبلغت كلفة المشروع 400 مليون ج.س. (11.9 مليون $). كما يضم الملعب عدداً من المرافق الرياضية بالإضافة إلى فندق ومسبح ومستشفى.
في عام 2021 قررت إدارة الهلال برئاسة هشام السوباط استرجاع الاسم القديم للملعب «استاد الهلال» بدلاً عن استاد الجوهرة الزرقاء.